# 帝国沙加
《帝国沙加》是由Think & Feel公司为网页浏览器开发的角色扮演类网页游戏。该游戏是《沙加》系列的第11部作品，由史克威尔艾尼克斯在2015年发行。《帝国沙加》为该系列25周年庆祝活动的一部分，在系列生父河津秋敏的监督下完成开发。